# Madlen Radukanowa
Madlen Milenowa Radukanowa (bulgarisch Мадлен Миленова Радуканова; * 14. Mai 2000 in Sofia) ist eine ehemalige bulgarische Rhythmische Sportgymnastin.

## Karriere
Radukanowa begann bereits im Alter von fünf Jahren mit der rhythmischen Sportgymnastik und gehörte zur bulgarischen Nationalgruppe.
Ihren ersten großen Auftritt hatte sie bei der Weltmeisterschaft 2017, wo sie mit der bulgarischen Gruppe Silber im Mehrkampf und Bronze in der Übung mit drei Bällen und zwei Seilen gewann. Im Jahr darauf folgten weitere Erfolge: Bei der Europameisterschaft 2018 sicherte sie sich mit dem Team Gold in der Übung mit drei Bällen und zwei Seilen sowie jeweils Bronze im Mehrkampf und in der Mannschaftswertung. Bei der Weltmeisterschaft desselben Jahres errang sie gemeinsam mit der Gruppe Gold mit fünf Reifen und Bronze im Mehrkampf.
Auch 2019 blieb sie mit der Nationalgruppe erfolgreich. Bei den Europaspielen gewann sie Silber im Mehrkampf und in der Übung mit fünf Bällen sowie Bronze mit drei Reifen und vier Keulen. Anschließend folgte bei der Weltmeisterschaft Silber mit fünf Bällen und Bronze im Mehrkampf.
2021 holte sie bei der Europameisterschaft Gold mit fünf Bällen und Silber mit drei Reifen und vier Keulen. Bei den Olympischen Spielen in Tokio gewann sie schließlich mit der bulgarischen Gruppe die Goldmedaille im Mehrkampf.
Im selben Jahr wurde sie zur Ehrenbürgerin der Städte Widin und Sofia ernannt.